# 稲山琴美
稲山 琴美（いなやま ことみ、1989年1月 - ）は、木曽川鵜飼の鵜匠、犬山市観光協会職員。愛知県小牧市出身。

## 来歴・人物
小牧市立応時中学校、愛知県立犬山南高等学校出身。
高校卒業後は、専門学校へ進学し動物の飼育について学んだ。専門学校を卒業後はペットショップに3年間勤務するが、契約社員から正社員になるというタイミングで退職した。
2012年5月に犬山市が「鵜匠見習い」に認定し、翌2013年6月に東海地方初の女性鵜匠としてデビューした。
一時は出産や育児のため休業していたが、2021年より3年ぶりに業務に復帰し、その後の休業後も2023年に2年ぶりに業務に復帰した。2023年6月現在、3児の母親。
中日ドラゴンズのファン。

## 出演

### TV
- CBC イッポウ 2013年6月3日
- 中京テレビ キャッチ! 2013年6月3日
- TBS 私の何がイケないの? 2013年6月3日

### CM
- ACジャパン 2014年度[11]